# Pausinystalia brachythyrsum
Pausinystalia brachythyrsum är en måreväxtart som först beskrevs av Karl Moritz Schumann, och fick sitt nu gällande namn av W.Brandt. Pausinystalia brachythyrsum ingår i släktet Pausinystalia och familjen måreväxter. IUCN kategoriserar arten globalt som utdöd. Inga underarter finns listade i Catalogue of Life.